# Rοdopi (Simuda)
Rοdopi (Simuda) este o arie protejată (arie specială de conservare — SAC, sit de importanță comunitară — SCI) din Grecia întinsă pe o suprafață de 6.934,51 ha, integral pe uscat.

## Localizare
Centrul sitului Rοdopi (Simuda) este situat la coordonatele 41°29′47″N 24°08′39″E / 41.496278°N 24.144081°E.

## Înființare
Situl Rοdopi (Simuda) a fost declarat sit de importanță comunitară în august 1996 pentru a proteja 7 specii de animale. Situl a fost protejat și ca arie specială de conservare în martie 2011.

## Biodiversitate
Situată în ecoregiunea mediteraneană, aria protejată conține 7 habitate naturale: Pajiști uscate din regiunea submediteraneeană estică (Scorzoneratalia villosae), Liziere de ierburi înalte hidrofile de câmpie și de nivel montan până la alpin, Pante stâncoase silicioase cu vegetație casmofită, Păduri de fag Luzulo-Fagetum, Păduri de pini scoțieni din masivele Balcanilor și Rodopilor, Păduri aluvionare cu Alnus glutinosa și Fraxinus excelsior (Alno-Padion, Alnion incanae, Salicion albae), Păduri panonice-balcanice de stejar turcesc - stejar sesil.
La baza desemnării sitului se află mai multe specii protejate:
- amfibieni (1): izvoraș-cu-burta-galbenă (Bombina variegata)
- mamifere (3): liliac cârn (Barbastella barbastellus), vidră de râu (Lutra lutra), urs brun (Ursus arctos)
- pești (3): Barbus strumicae, Cobitis taenia Complex, boarță (Rhodeus amarus)

Pe lângă speciile protejate, pe teritoriul sitului au mai fost identificate 3 specii de amfibieni, 12 specii de mamifere, 14 specii de nevertebrate, 1 specie de pești, 4 specii de reptile.